# Kissing Cup
Kissing Cup és una pel·lícula muda británica sobre curses de cavalls que inicialment va ser titulada “The Gift”. Dirigida per Jack Hulcup, tenia en el seu repartiment Alec Worcester, Harry Gilbey, Flora Morris i Chrissie White. La pel·lícula, de 59 minuts (4 bobines), es va estrenar l’agost de 1913. El títol de la pel·lícula fa al·lusió a la popular balada "Kissing Cup's Race" composta per Campbell Rae-Brown però l’argument no segueix la lletra de la cançó. Posteriorment es van rodar diferents seqüeles de la pel·lícula com la versió còmica o How Pimple Saved Kissing Cup (1913), Kissing Cup's Race (1920), The Son of Kissing Cup (1922).

## Repartiment
- Alec Worcester (Richard Cardew)
- Cecil Mannering (Jack Heatherington)
- Chrissie White (Chrissie Heatherington)
- Harry Gilbey (Squire Heatherington)
- Flora Morris (Daisy Ingham)
- John MacAndrews (Ingham, l'entrenador)
- Bobby Ingham (Arthur, el jockey)

## Argument
Squire Heatherington és un home amant de les carreres de cavalls. Pel 21è aniversari de la seva filla Chrissie li regala un cavall de carreres anomenat “The Gift”. 3 anys després, el seu veí multimilionari Richard Cardew, ressentit perquè Chrissie l’ha rebutjat, executa l’hipoteca sobre els estables dels Heatherington i a més, organitza el segrest del jockey del cavall abans de la gran cursa. Arthur s'escapa dels seus segrestadors i en un aeroplà arriba a Sandown Park a temps per guanyar la cursa i així aconseguir els diners perquè no es perdin els estables.